# Finale de la Coupe des villes de foires 1958-1960
La finale de la Coupe des villes de foires 1958-1960 est la 2e finale de la Coupe des villes de foires. Elle prend la forme d'une double confrontation aller-retour prenant place le 29 mars et le 4 mai 1960, respectivement au St Andrew's de Birmingham, en Angleterre, et au Camp Nou de Barcelone, en Espagne.
Elle oppose l'équipe anglaise de Birmingham City aux Espagnols du CF Barcelone. Au terme des deux rencontres, Barcelone s'impose sur le score cumulé de 4 buts à 1 (0-0 à l'aller, 4-1 au retour) et remporte la Coupe des villes de foires pour la deuxième fois d'affilée.

## Parcours des finalistes
Note : dans les résultats ci-dessous, le score du finaliste est toujours donné en premier (D : domicile ; E : extérieur).
| Birmingham City      | Birmingham City | Birmingham City | Birmingham City |                     | CF Barcelone | CF Barcelone | CF Barcelone | CF Barcelone | CF Barcelone |
| -------------------- | --------------- | --------------- | --------------- | ------------------- | ------------ | ------------ | ------------ | ------------ | ------------ |
| Adversaire           | Total           | Aller           | Retour          | Tour                | Adversaire   | Total        | Aller        | Retour       |              |
| Cologne XI           | 4 - 2           | 2 - 2 (E)       | 2 - 0 (D)       | Huitièmes de finale | Bâle XI      | 7 - 3        | 2 - 1 (E)    | 5 - 2 (D)    |              |
| Zagreb XI            | 4 - 3           | 1 - 0 (D)       | 3 - 3 (E)       | Quarts de finale    | Inter Milan  | 8 - 2        | 4 - 0 (D)    | 4 - 2 (E)    |              |
| Union Saint-Gilloise | 8 - 4           | 4 - 2 (E)       | 4 - 2 (D)       | Demi-finales        | Belgrade XI  | 4 - 2        | 1 - 1 (E)    | 3 - 1 (D)    |              |

## Matchs

### Match aller
| Titulaires : |                  |  |
|              |                  |  |
| 1            | Johnny Schofield |  |
| 2            | Brian Farmer     |  |
| 3            | George Allen     |  |
| 4            | Johnny Watts     |  |
| 5            | Trevor Smith     |  |
| 6            | Dick Neal        |  |
| 7            | Gordon Astall    |  |
| 8            | Johnny Gordon    |  |
| 9            | Don Weston       |  |
| 10           | Bryan Orritt     |  |
| 11           | Harry Hooper     |  |
|              |                  |  |
| Entraîneur : |                  |  |
| Pat Beasley  |                  |  |

| Titulaires :      |                          |  |
|                   |                          |  |
| 1                 | Antoni Ramallets         |  |
| 2                 | Ferran Olivella          |  |
| 3                 | Sígfrid Gràcia           |  |
| 4                 | Joan Segarra             |  |
| 5                 | Rodri                    |  |
| 6                 | Enric Gensana            |  |
| 7                 | Lluís Coll               |  |
| 8                 | Sándor Kocsis            |  |
| 9                 | Eulogio Martínez         |  |
| 10                | Enrique Ribelles         |  |
| 11                | Ramón Alberto Villaverde |  |
|                   |                          |  |
| Entraîneur :      |                          |  |
| / Helenio Herrera |                          |  |

| Titulaires : |                  |  |
|              |                  |  |
| 1            | Johnny Schofield |  |
| 2            | Brian Farmer     |  |
| 3            | George Allen     |  |
| 4            | Johnny Watts     |  |
| 5            | Trevor Smith     |  |
| 6            | Dick Neal        |  |
| 7            | Gordon Astall    |  |
| 8            | Johnny Gordon    |  |
| 9            | Don Weston       |  |
| 10           | Bryan Orritt     |  |
| 11           | Harry Hooper     |  |
|              |                  |  |
| Entraîneur : |                  |  |
| Pat Beasley  |                  |  |

| Titulaires :      |                          |  |
|                   |                          |  |
| 1                 | Antoni Ramallets         |  |
| 2                 | Ferran Olivella          |  |
| 3                 | Sígfrid Gràcia           |  |
| 4                 | Joan Segarra             |  |
| 5                 | Rodri                    |  |
| 6                 | Enric Gensana            |  |
| 7                 | Lluís Coll               |  |
| 8                 | Sándor Kocsis            |  |
| 9                 | Eulogio Martínez         |  |
| 10                | Enrique Ribelles         |  |
| 11                | Ramón Alberto Villaverde |  |
|                   |                          |  |
| Entraîneur :      |                          |  |
| / Helenio Herrera |                          |  |

### Match retour
| Titulaires :  |                  |  |
|               |                  |  |
| 1             | Antoni Ramallets |  |
| 2             | Ferran Olivella  |  |
| 3             | Sígfrid Gràcia   |  |
| 4             | Martí Vergés     |  |
| 5             | Rodri            |  |
| 6             | Joan Segarra     |  |
| 7             | Lluís Coll       |  |
| 8             | Enrique Ribelles |  |
| 9             | Eulogio Martínez |  |
| 10            | Ladislao Kubala  |  |
| 11            | Zoltán Czibor    |  |
|               |                  |  |
| Entraîneur :  |                  |  |
| Enric Rabassa |                  |  |

| Titulaires : |                  |  |
|              |                  |  |
| 1            | Johnny Schofield |  |
| 2            | Brian Farmer     |  |
| 3            | George Allen     |  |
| 4            | Johnny Watts     |  |
| 5            | Trevor Smith     |  |
| 6            | Dick Neal        |  |
| 7            | Gordon Astall    |  |
| 8            | Johnny Gordon    |  |
| 9            | Don Weston       |  |
| 10           | Peter Murphy     |  |
| 11           | Harry Hooper     |  |
|              |                  |  |
| Entraîneur : |                  |  |
| Pat Beasley  |                  |  |

| Titulaires :  |                  |  |
|               |                  |  |
| 1             | Antoni Ramallets |  |
| 2             | Ferran Olivella  |  |
| 3             | Sígfrid Gràcia   |  |
| 4             | Martí Vergés     |  |
| 5             | Rodri            |  |
| 6             | Joan Segarra     |  |
| 7             | Lluís Coll       |  |
| 8             | Enrique Ribelles |  |
| 9             | Eulogio Martínez |  |
| 10            | Ladislao Kubala  |  |
| 11            | Zoltán Czibor    |  |
|               |                  |  |
| Entraîneur :  |                  |  |
| Enric Rabassa |                  |  |

| Titulaires : |                  |  |
|              |                  |  |
| 1            | Johnny Schofield |  |
| 2            | Brian Farmer     |  |
| 3            | George Allen     |  |
| 4            | Johnny Watts     |  |
| 5            | Trevor Smith     |  |
| 6            | Dick Neal        |  |
| 7            | Gordon Astall    |  |
| 8            | Johnny Gordon    |  |
| 9            | Don Weston       |  |
| 10           | Peter Murphy     |  |
| 11           | Harry Hooper     |  |
|              |                  |  |
| Entraîneur : |                  |  |
| Pat Beasley  |                  |  |